# ۲۵۳ ماتیلده
۲۵۳ ماتیلده (253 Mathilde) سیارکی است در کمربند اصلی سیارک‌ها که توسط فضاپیمای نیر شومیکر که در راه فضاپیمایی به سوی سیارک ۴۳۳ اروس بود از آن دیدار شد. سیارک ۲۵۳ (به انگلیسی: 253 Mathilde) دویست و پنجاه و سومین سیارک کشف شده‌است که در ۱۲ نوامبر ۱۸۸۵ و در وین کشف شد.
قدر مطلق سیارک برابر ۱۰٫۲۰ است.